# Celia Leyton
Celia Leyton Vidal (Santiago, 1895 - Santiago, 1975) fue una profesora y artista visual chilena que dedicó su obra a plasmar la cultura del pueblo mapuche: su cercanía fue tanta que llegó a nombrar como "Rucatelier" su espacio de trabajo. 

## Biografía
Su formación académica como Licenciada en Artes fue de la mano de Juan Francisco González, Nicanor González Méndez, Julio Fossa Calderón, Ricardo Richon-Brunet y Pedro Reska. Luego de ello fue profesora de Historia del Arte en el Liceo de Niñas de Concepción, y entre los años 1923 y 1931, continuó su carrera profesional en el Liceo de Niñas de Temuco. Debido a su residencia en Cautín y su sensibilidad por la etnia mapuche, Celia vuelca toda su creación artística en un vínculo hacia lo sagrado, lo ancestral y lo ritual, que aún conserva esta cultura. Para el año 1942 decide crear la Academia de Bellas Artes de Temuco, nombrada como Directora, busca transmitir sus conocimientos de pintura junta con una conciencia de crítica social, que promovía una sana integración con el pueblo-nación mapuche. Fue nombrada por Enrique Bello como "un soldado en esta causa", así, en género masculino y con toda la connotación bélica de un conflicto. 
En una carta a Joaquín Edwards Bello de 1950, la autodenominada pintora provinciana señalaba: 
"...Precisamente, la mitad de esta alma o sea la indígena es la que he venido representando en numerosas telas, tratando este tema desde largos años a la fecha. Sin pretender en absoluto influenciarme del todo por el afán de hacer leyenda autóctona y negar el valor intrínseco de la obra pictórica, esta obra mía tiene una intención más alta y más profunda: no he querido coger al azar algunos motivos más o menos llamativos sino que he tratado de penetrar el sentido hondo y noble de esta raza aborigen que asombró a guerreros y poetas. De ahí la razón de los numerosos motivos en que represento a esta raza privilegiada y estimo que he tenido suerte al coger una realidad, al tratar a fondo un tema que conviene a los intereses chilenos. Y creo, señor Edwards, que si queremos dar una tradición sólida a nuestra formación histórica debemos empezar por actualizar entre nuestros niños y juventud los ejemplares araucanos que justifican esa significación histórica...”
En el 1956, a la edad de 61 años, jubila como profesora y se dedica de plano a su labora en la Academia de Bellas Artes regional. La ardua labor que realizó en las zonas sureñas de Chile, el trabajo cercano con las niñas, estudiantes de los liceos en Concepción y Temuco, la integración de la conciencia étnica en pro de una integración cultural humana para las futuras generaciones, le permitieron no sólo alcanzar logros profesionales y artísticos, sino también generar una red de afectividades y alianzas amistosas con el pueblo mapuche, que se materializan en el apadrinamiento de las infancias, en otras palabras, su integración simbólica.

## Obras
Su obra destaca por abarcar una temática social poco representada en Chile, las relaciones sociales con la nación mapuche, si bien existen trabajos pictóricos de mano de Mauricio Rugendas, Raymond Monvoisin, Pedro Subercaseaux, Pedro Luna, Laura Rodig, entre otros y otras, nadie le dedicó tanto y tan intensamente su creación como Celia Leyton. Se encarga de crear retratos, paisajes, pintura histórica, murales y una serie de registros que vienen a dar cuenta del universo, la filosofía y la cosmovisión mapuche. Otorgándonos una obra que no sólo tiene valor estético e histórico para el campo de las artes visuales, sino también valor documental para las ciencias sociales y la historia. Lastimosamente son continuos sus esfuerzos para conseguir financiamiento estatal y poder difundir su obra en el extranjero.
Entre sus obras en Colecciones Públicas se encuentran:
- En [http://www.surdoc.cl/detalleObjeto.php?id=222484 (enlace roto disponible en Internet Archive; véase el historial, la primera versión y la última). "Pintura"] (enlace roto disponible en Internet Archive; véase el historial, la primera versión y la última). se observa el retrato de joven mapuche, con torso desnudo, piel morena, cabello corto y oscuro, usa un cintillo rojo trarilongko y un adorno pectoral de piedra.

- En [http://www.surdoc.cl/detalleObjeto.php?id=222493 (enlace roto disponible en Internet Archive; véase el historial, la primera versión y la última). "Machi"] (enlace roto disponible en Internet Archive; véase el historial, la primera versión y la última). se observa el retrato de una mujer sentada con indumentaria mapuche, un keltawe de plata adornando su frente, sus aretes chaway, su manto ükülla, un kultrün y sus piernas conectadas a la Ñuke Mapu le permiten conectarse con el equilibrio de la naturaleza; los vientos, las aguas, los ríos, los fuegos, las plantas, las personas y los antepasados están representados en el fondo de una manera más onírica.
- En "[http://www.surdoc.cl/detalleObjeto.php?id=222485 (enlace roto disponible en Internet Archive; véase el historial, la primera versión y la última). Picheche o Niño en Cupilhue] (enlace roto disponible en Internet Archive; véase el historial, la primera versión y la última)." también mencionada como "Mi ahijada, Celia Rosa Lafquen Alcaman (atada al quipirhue con un trarihue adornado con monitos)" Altenor Guerrero consideraba que "a través de esta carita infantil, Celia Leyton ha sabido coger lo característico del rostro aborigen, en una miniatura de tonos rosados sobre fondo café, con reflejos escarlata de la hoguera próxima. La ternura y delicadeza de la tela traducen el alma del niño mapuche”[2] (Pitrufquén, agosto de 1945).

- En "Mariquita Calfun Huentemilla" una domo mapuche, con su vestimenta tradicional, mirada fijamente a las espectadoras y los espectadores. Respecto de su proceso de creación con ella escribió; “Cuando la encontré, en medio del camino, le pedí que me posara para retratarla, accediendo previo convenio de cancelarle una suma determinada por hora. Pronto empezó a dar muestras de enojo y a decirme que estaba cansada, por lo que hube de subir la cuota. No duró mucho más su sosiego, pues me manifestó en seguida que tenía prisa, por lo que consiguió de mi nuevas alzas en la remuneración. De esta manera me reveló la mañosa astucia de nuestros indios”.[3]

Obras murales en Chile:

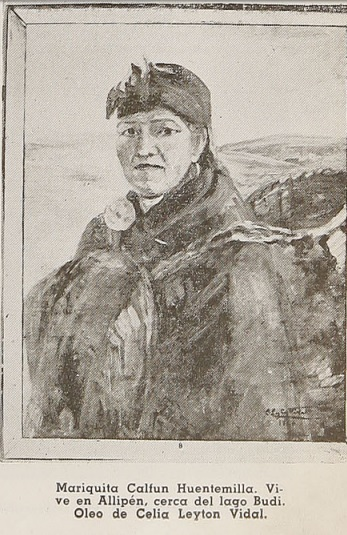
Mariquita Calfun Huentemilla, óleo sobre tela de Celia Leyton, sin fecha.

- "Chasqui" en Correos de Chile en Temuco.
- Compañía de Teléfonos.

- Liceo de Niñas de Temuco.

Por otro lado, Celia Leyton tiene publicaciones estético-literarias, entre las que destacan:
- "Araucanía: rostro de una raza altiva" publicado en 1945.

- "Raza araucana" publicado en 1945.
- "Rupandungú" publicado por la Editorial Universitaria en 1968

En el año 2010 fue considerada como una de las "Bicentenarias, Mujeres en la Memoria e Historia de Chile" en su sección de Mujeres de la Araucanía.